# 肺塵埃沉著病補償基金委員會
肺塵埃沉著病補償基金委員會（英語：Pneumoconiosis Compensation Fund Board）於1980年根據《肺塵埃沉着病（補償）條例》成立的香港公營機構，主要負責管理基金、就徵款率向政府提出建議，及進行預防肺塵埃沉着病及間皮瘤（癌症一種）的教育、宣傳、研究等。

## 成員
- 主席

林健榮測量師，MH
- 委員

廖聖鵬工程師
胡志輝工程師
楊海珈醫生
余烽立先生
林凱儀女士
盧靄寧女士
陳官清先生
莫鎮灃先生（庫務署高級庫務會計師（基金管理））
李志聰先生，JP（勞工處助理處長（僱員權益））
- 秘書長

羅紹雄
歷任成員
- 主席（2012年-2013年）

何安誠　（由香港建造商會提名）
- 委員（2012年-2013年）

余錫萬　（由香港建造商會提名）
徐應強　（由香港合約石礦商會提名）
余德新　（由香港醫學會提名）
陳家龍　（由香港機電工程商聯會提名）
蔡宏興　（建築師）
周聯僑　（僱員代表）
馮艾斯　（僱員代表）
邵國華　（庫務署助理署長（公積金））
方玉嬋　（勞工處負責肺塵埃沉着病補償事宜的高級勞工事務主任）

## 附屬委員會
- 財務及行政委員會
- 徵款及補償委員會
- 覆核委員會
- 研究、教育、宣傳及復康委員會
  - 研究小組委員會
  - 教育及宣傳小組委員會
  - 復康小組委員會

## 職能
根據香港法例360章《肺塵埃沉着病及間皮瘤（補償）條例》第5部份26段，委員會的職能包括：
1. 管理基金
2. 就徵款率向政府提出建議
3. 進行與資助預防肺塵埃沉着病的教育、宣傳、研究及其他計劃
4. 進行與資助患有肺塵埃沉着病的人的康復計劃
5. 管理從政府收到的，和政府指定作為在1981年1月1日前經診斷為患有肺塵埃沉着病的人的特惠金的款項
6. 履行本條例所委予的其他職責

## 合資格領取補償人士
- 在1981年1月1日或以後，被診斷患上矽肺病或石棉沉着病，並在香港連續居住滿五年的人士
- 在2008年4月18日或以後被診斷患上間皮瘤，並在香港連續居住滿五年的人士

## 相關新聞
- 2008年4月9日，香港立法會三讀通過《肺塵埃沉著病（補償）（修訂）條例草案》，讓因職業要暴露在石棉，而出現間皮瘤的人士或家庭成員，可獲得患有肺塵病人士所得的福利或補償[1]。

## 外部連結
- 肺塵埃沉著病補償基金委員會 （页面存档备份，存于）
- 肺塵埃沉著病補償基金委員會 - 2011年年報 （页面存档备份，存于）